# TV 아사히 계열 애니메이션 목록
TV 아사히 계열 애니메이션 목록은 TV 아사히 애니메이션 목록을 기술한다.
▼: 심야 애니메이션

## ㄱ
- 건어물 여동생 우마루짱 ▼(2015년)

## ㄴ
- 내일의 나쟈 (2003~2004년)

## ㄷ
- 도라에몽 (1979~ )
- 디지몬 시리즈 (1999~2014년)

## ㅂ
- 배틀 스피리츠 시리즈 (2008~2014년) 버닝 소울 - tv 도쿄

## ㅅ
- 세인트 세이야 (1986~1989년, 2003~2008년, 2012~2014년)
- 세일러문 시리즈 (1992~1997년)

## ㅇ
- 월드 트리거 (2014~ )

## ㅋ
- 크레용 신짱 (1992~ )

## ㅍ
- 프리큐어 시리즈 (2004~ )

## 영문
- GANGSTA. ▼(2015년)